# Portland Trail Blazers 2017-2018
La stagione 2017-2018 dei Portland Trail Blazers è stata la 48ª stagione della franchigia nella NBA.

## Draft
| Giro | Scelta | Giocatore      | Ruolo | Nazionalità | Università/Squadra |
| ---- | ------ | -------------- | ----- | ----------- | ------------------ |
| 1    | 10     | Zach Collins   | C     | Stati Uniti | Gonzaga            |
| 1    | 26     | Caleb Swanigan | AG    | Stati Uniti | Purdue             |

## Roster
| \| Pos. \| Num. \| Naz. \| Nome \| Altezza \| Peso \| Data nascita \| Provenienza \| \| ---- \| ---- \| ------------------------------------------- \| -------------------- \| ------- \| ------ \| ------------ \| --------------------- \| \| A \| 8 \| Stati Uniti (bandiera) · Nigeria (bandiera) \| Aminu, Al-Farouq \| 206 cm \| 100 kg \| 21-09-1990 \| Wake Forest \| \| P \| 2 \| Stati Uniti (bandiera) \| Baldwin, Wade \| 193 cm \| 92 kg \| 29-03-1996 \| Vanderbilt \| \| AG/C \| 33 \| Stati Uniti (bandiera) \| Collins, Zach \| 213 cm \| 104 kg \| 19-11-1997 \| Gonzaga \| \| G/AP \| 5 \| Stati Uniti (bandiera) \| Connaughton, Pat \| 196 cm \| 95 kg \| 06-01-1993 \| Notre Dame \| \| AG/C \| 17 \| Stati Uniti (bandiera) \| Davis, Ed \| 208 cm \| 111 kg \| 05-06-1989 \| North Carolina \| \| AP \| 4 \| Porto Rico (bandiera) \| Harkless, Maurice \| 206 cm \| 100 kg \| 11-05-1993 \| St. John's \| \| AP \| 10 \| Stati Uniti (bandiera) \| Layman, Jake \| 206 cm \| 95 kg \| 24-07-1994 \| Maryland \| \| C \| 11 \| Stati Uniti (bandiera) \| Leonard, Meyers \| 216 cm \| 116 kg \| 27-02-1992 \| Illinois \| \| P \| 0 \| Stati Uniti (bandiera) \| Lillard, Damian (C) \| 191 cm \| 88 kg \| 15-07-1990 \| Weber State \| \| G \| 3 \| Stati Uniti (bandiera) \| McCollum, C. J. (C) \| 191 cm \| 86 kg \| 19-09-1991 \| Lehigh \| \| P \| 6 \| Stati Uniti (bandiera) \| Napier, Shabazz \| 185 cm \| 79 kg \| 14-07-1991 \| Connecticut \| \| C \| 27 \| Bosnia ed Erzegovina (bandiera) \| Nurkić, Jusuf \| 213 cm \| 127 kg \| 23-08-1994 \| [[]] \| \| C \| 19 \| Grecia (bandiera) \| Papagiannīs, Giōrgos \| 216 cm \| 109 kg \| 1997–07–03 \| American School (GRE) \| \| AG \| 50 \| Stati Uniti (bandiera) \| Swanigan, Caleb \| 203 cm \| 113 kg \| 18-04-1997 \| Purdue \| \| G/AP \| 1 \| Stati Uniti (bandiera) \| Turner, Evan \| 201 cm \| 100 kg \| 27-10-1988 \| Ohio State \| \| G \| 23 \| Stati Uniti (bandiera) \| Wilcox, C. J. (TW) \| 196 cm \| 88 kg \| 30-12-1990 \| Washington \| | Allenatore - Terry Stotts Assistente/i - John McCullough - Jim Moran - Dale Osbourne - Nate Tibbetts - David Vanterpool - Chris Stackpole Legenda - (C) Capitano - (FA) Free agent - (S) Sospeso - (TW) Contratto Two-way - (GL) Assegnato a squadra G League affiliata - Infortunato Roster • Transazioni · Ultima transazione: 18 marzo 2018 |                                             |                      |         |        |              |                       |
| Pos. | Num. | Naz.                                        | Nome                 | Altezza | Peso   | Data nascita | Provenienza           |
| A | 8 | Stati Uniti (bandiera) · Nigeria (bandiera) | Aminu, Al-Farouq     | 206 cm  | 100 kg | 21-09-1990   | Wake Forest           |
| P | 2 | Stati Uniti (bandiera)                      | Baldwin, Wade        | 193 cm  | 92 kg  | 29-03-1996   | Vanderbilt            |
| AG/C | 33 | Stati Uniti (bandiera)                      | Collins, Zach        | 213 cm  | 104 kg | 19-11-1997   | Gonzaga               |
| G/AP | 5 | Stati Uniti (bandiera)                      | Connaughton, Pat     | 196 cm  | 95 kg  | 06-01-1993   | Notre Dame            |
| AG/C | 17 | Stati Uniti (bandiera)                      | Davis, Ed            | 208 cm  | 111 kg | 05-06-1989   | North Carolina        |
| AP | 4 | Porto Rico (bandiera)                       | Harkless, Maurice    | 206 cm  | 100 kg | 11-05-1993   | St. John's            |
| AP | 10 | Stati Uniti (bandiera)                      | Layman, Jake         | 206 cm  | 95 kg  | 24-07-1994   | Maryland              |
| C | 11 | Stati Uniti (bandiera)                      | Leonard, Meyers      | 216 cm  | 116 kg | 27-02-1992   | Illinois              |
| P | 0 | Stati Uniti (bandiera)                      | Lillard, Damian (C)  | 191 cm  | 88 kg  | 15-07-1990   | Weber State           |
| G | 3 | Stati Uniti (bandiera)                      | McCollum, C. J. (C)  | 191 cm  | 86 kg  | 19-09-1991   | Lehigh                |
| P | 6 | Stati Uniti (bandiera)                      | Napier, Shabazz      | 185 cm  | 79 kg  | 14-07-1991   | Connecticut           |
| C | 27 | Bosnia ed Erzegovina (bandiera)             | Nurkić, Jusuf        | 213 cm  | 127 kg | 23-08-1994   | [[]]                  |
| C | 19 | Grecia (bandiera)                           | Papagiannīs, Giōrgos | 216 cm  | 109 kg | 1997–07–03   | American School (GRE) |
| AG | 50 | Stati Uniti (bandiera)                      | Swanigan, Caleb      | 203 cm  | 113 kg | 18-04-1997   | Purdue                |
| G/AP | 1 | Stati Uniti (bandiera)                      | Turner, Evan         | 201 cm  | 100 kg | 27-10-1988   | Ohio State            |
| G | 23 | Stati Uniti (bandiera)                      | Wilcox, C. J. (TW)   | 196 cm  | 88 kg  | 30-12-1990   | Washington            |

## Classifiche

### Northwest Division
| Northwest Division      | Northwest Division | Northwest Division | Northwest Division | Northwest Division | Northwest Division | Northwest Division | Northwest Division | Northwest Division |
| Squadra                 | V                  | S                  | V%                 | PR                 | Casa               | Trasf              | Div                | PG                 |
| ----------------------- | ------------------ | ------------------ | ------------------ | ------------------ | ------------------ | ------------------ | ------------------ | ------------------ |
| y – Portland T. Blazers | 49                 | 33                 | .598               | 16,0               | 28–13              | 21–20              | 9–7                | 82                 |
| x – Oklahoma Thunder    | 48                 | 34                 | .585               | 17,0               | 27–14              | 21–20              | 5–11               | 82                 |
| x – Utah Jazz           | 48                 | 34                 | .585               | 17,0               | 28–13              | 20–21              | 7–9                | 82                 |
| x – Minnesota T'wolves  | 47                 | 35                 | .573               | 18,0               | 30–11              | 17–24              | 10–6               | 82                 |
| Denver Nuggets          | 46                 | 36                 | .561               | 19,0               | 31–10              | 15–26              | 9–7                | 82                 |

### Western Conference
| Western Conference | Western Conference        | Western Conference | Western Conference | Western Conference | Western Conference | Western Conference |
| #                  | Squadra                   | V                  | S                  | V%                 | PR                 | PG                 |
| ------------------ | ------------------------- | ------------------ | ------------------ | ------------------ | ------------------ | ------------------ |
| 1                  | z – Houston Rockets *     | 65                 | 17                 | .793               | –                  | 82                 |
| 2                  | y – Golden St. Warriors * | 58                 | 24                 | .707               | 7,0                | 82                 |
| 3                  | y – Portland T. Blazers * | 49                 | 33                 | .598               | 16,0               | 82                 |
| 4                  | x – Oklahoma Thunder      | 48                 | 34                 | .585               | 17,0               | 82                 |
| 5                  | x – Utah Jazz             | 48                 | 34                 | .585               | 17,0               | 82                 |
| 6                  | x – N. Orleans Pelicans   | 48                 | 34                 | .585               | 17,0               | 82                 |
| 7                  | x – San Antonio Spurs     | 47                 | 35                 | .573               | 18,0               | 82                 |
| 8                  | x – Minnesota T'wolves    | 47                 | 35                 | .573               | 18,0               | 82                 |
|                    |                           |                    |                    |                    |                    |                    |
| 9                  | Denver Nuggets            | 46                 | 36                 | .561               | 19,0               | 82                 |
| 10                 | L.A. Clippers             | 42                 | 40                 | .512               | 23,0               | 82                 |
| 11                 | L.A. Lakers               | 35                 | 47                 | .427               | 30,0               | 82                 |
| 12                 | Sacramento Kings          | 27                 | 55                 | .329               | 38,0               | 82                 |
| 13                 | Dallas Mavericks          | 24                 | 58                 | .293               | 41,0               | 82                 |
| 14                 | Memphis Grizzlies         | 22                 | 60                 | .268               | 43,0               | 82                 |
| 15                 | Phoenix Suns              | 21                 | 61                 | .256               | 44,0               | 82                 |

## Calendario e risultati

### Playoff

#### Primo turno

##### (3) Portland Trail Blazers – (6) New Orleans Pelicans
| Playoffs 2018                                | Playoffs 2018                                | Playoffs 2018                                | Playoffs 2018                                | Playoffs 2018                                | Playoffs 2018                                | Playoffs 2018                                | Playoffs 2018                                | Playoffs 2018                                |
| Primo turno: 0–4 (Casa: 0–2; Trasferta: 0–2) | Primo turno: 0–4 (Casa: 0–2; Trasferta: 0–2) | Primo turno: 0–4 (Casa: 0–2; Trasferta: 0–2) | Primo turno: 0–4 (Casa: 0–2; Trasferta: 0–2) | Primo turno: 0–4 (Casa: 0–2; Trasferta: 0–2) | Primo turno: 0–4 (Casa: 0–2; Trasferta: 0–2) | Primo turno: 0–4 (Casa: 0–2; Trasferta: 0–2) | Primo turno: 0–4 (Casa: 0–2; Trasferta: 0–2) | Primo turno: 0–4 (Casa: 0–2; Trasferta: 0–2) |
| Partita                                      | Data                                         | Avversario                                   | Punteggio                                    | Più punti                                    | Più rimbalzi                                 | Più assist                                   | Spettatori                                   | Serie                                        |
| -------------------------------------------- | -------------------------------------------- | -------------------------------------------- | -------------------------------------------- | -------------------------------------------- | -------------------------------------------- | -------------------------------------------- | -------------------------------------------- | -------------------------------------------- |
| 1                                            | 14 aprile                                    | N.O. Pelicans                                | S 95–97                                      | C.J. McCollum (19)                           | Jusuf Nurkić (11)                            | Damian Lillard (7)                           | Moda Center 19.882                           | 0–1                                          |
| 2                                            | 17 aprile                                    | N.O. Pelicans                                | S 102–111                                    | C.J. McCollum (22)                           | Al-Farouq Aminu (15)                         | C.J. McCollum (6)                            | Moda Center 20.062                           | 0–2                                          |
| 3                                            | 19 aprile                                    | @ N.O. Pelicans                              | S 102–119                                    | C.J. McCollum (22)                           | Aminu, Davis (8)                             | Maurice Harkless (4)                         | Smoothie King Center 18.551                  | 0–3                                          |
| 4                                            | 21 aprile                                    | @ N.O. Pelicans                              | S 123–131                                    | C. J. McCollum (38)                          | Jusuf Nurkić (11)                            | Damian Lillard (6)                           | Smoothie King Center 18.544                  | 0–4                                          |

## Mercato

### Free Agency

#### Acquisti
| Giocatore    | Contratto         | Provenienza       |
| ------------ | ----------------- | ----------------- |
| C. J. Wilcox | Contratto Two-way | Orlando Magic     |
| Wade Baldwin | Contratto Two-way | Memphis Grizzlies |

### Scambi
| 22 giugno 2017 | Portland T. BlazersDraft right per Zach Collins (Scelta nº10 del draft) | Sacramento KingsDraft rights per Justin Jackson (Scelta nº15 del draft) Draft rights per Harry Giles (Scelta nº20 del draft) |
| 28 giugno 2017 | Portland T. BlazersCash considerations                                  | Houston RocketsTim Quarterman                                                                                                |

## Premi individuali
| Assegnato a    | Premio                                           | Data premio     | Ref.            |
| -------------- | ------------------------------------------------ | --------------- | --------------- |
| Damian Lillard | Giocatore della settimana Western Conference     | 22 gennaio 2018 | [ 4 ]           |
| Terry Stotts   | Allenatore del mese Western Conference (Gennaio) | 1 febbraio 2018 | [ 5 ]           |
| Damian Lillard | Giocatore della settimana Western Conference     | 12 marzo 2018   | [ senza fonte ] |
| Damian Lillard | Giocatore della settimana Western Conference     | 2 aprile 2018   | [ 6 ]           |